# Москвитин, Пётр Фёдорович
Пётр Фёдорович Москвитин (до 1926 года — Овечкин; 1901—1960) — советский военачальник, гвардии генерал-майор (10 января 1942).

## Биография
Родился 19 декабря 1901 года в деревне Юрасово Бахмачеевской волости Рязанского уезда Рязанской губернии.
До службы в армии Пётр Москвитин работал на колбасной фабрике «Торговый дом Мария» в Петрограде. В Гражданскую войну, 19 июня 1919 года, добровольно вступил в Красную армию и служил красноармейцем, затем помощником комиссара в 3-м военном продовольственном отряде. Участвовал в боях на Южном фронте. С 15 февраля 1921 года учился на 30-х Рязанских курсах, переформированных позже в 15-ю Рязанскую пехотную школу. В составе курсантской бригады принимал участие в подавлении антисоветского восстания Антонова в Тамбовской губернии.
После Гражданской войны, в сентябре 1924 года, окончил школу и был назначен в 27-й стрелковый полк 9-й Донской стрелковой дивизии, где служил командиром взвода, командиром и политруком роты. В марте 1930 года зачислен слушателем в Военную академию РККА им. М. В. Фрунзе, после окончании которой, с мая 1933 года, служил начальником штаба и временно исполнял должность командира 158-го стрелкового полка Приволжского военного округа. В апреле 1935 года был направлен в Сибирский военный округ начальником 1-й (оперативной) части и помощником начальника штаба 78-й стрелковой дивизии, с августа 1938 года исполнял должность начальника штаба этой дивизии. С марта 1939 года Москвитин служил в штабе округа в должности начальника 2-го отдела. С декабря в звании майора временно исполнял должность начальника Новосибирского военного училища. В марте 1940 года был назначен начальником Управления начальной и допризывной подготовки Главного управления Красной армии, а в октябре этого же года зачислен слушателем в Академию Генштаба Красной армии.

### Великая Отечественная война
С началом Великой Отечественной войны, в июле 1941 года, полковник П. Ф. Москвитин из академии был назначен при главнокомандующем войсками Западного направления для особых поручений. 21 августа назначен командиром 161-й стрелковой дивизии (в звании полковника), которая в составе 20-й армии вела оборонительные бои северо-западнее Ельни. 8 сентября 1941 года дивизия была отведена на пополнение, 18 сентября была преобразована в 4-ю гвардейскую стрелковую дивизию, затем переброшена в район Синявино в состав 54-й отдельной армии и участвовала в операции по прорыву блокады Ленинграда. Попав в бою 24 сентября под миномётный огонь, Москвитин получил ранение и до 23 августа 1942 года находился на лечении в военном госпитале Новосибирска и затем состоял в распоряжении Главного управления кадров НКО. В сентябре был назначен помощником командующего войсками Южно-Уральского военного округа по вузам. С января 1943 года в звании генерал-майора исполнял должность начальника Управления военной подготовки учащихся гражданских учебных заведений, а с декабря — заместитель начальника Главного управления по военной подготовке учащихся Главного управления всеобщего военного обучения НКО СССР. С августа по декабрь 1944 года Пётр Фёдорович состоял в распоряжении Маршала Советского Союза С. К. Тимошенко на 2-м и 3-м Украинских фронтах, затем был назначен комендантом Бухареста в Румынии.

### После войны
После окончания войны, с декабря 1945 года, Пётр Фёдорович Москвитин исполнял должность старшего преподавателя в Высшей военной академии им. К. Е. Ворошилова. 22 сентября 1951 года был уволен в отставку по болезни.
Умер 26 сентября 1960 года в Москве. Похоронен на Новодевичьем кладбище (8 участок, 6 ряд, 3 место).

## Награды
- Награждён орденом Ленина, двумя орденами Красного Знамени, орденами Суворова 2-й степени, Отечественной войны 1-й степени, а также медалями, среди которых «XX лет РККА».

## Память
- В Ельне П. Ф. Москвитину установлен памятник[3].